# 皮德盧日內
50°56′53″N 26°20′57″E / 50.94806°N 26.34917°E
皮德盧日內（羅馬化：Pidluzhne）是烏克蘭西部里夫內州里夫內區科斯托皮爾市鎮的村莊。該村始建於1577年，面積1.79平方公里，海拔高度173米，2001年人口779。